# Transilvanian Hunger
| Recensione     | Giudizio |
| -------------- | -------- |
| AllMusic       | [ 2 ]    |
| Piero Scaruffi | [ 3 ]    |
| Sputnikmusic   | [ 4 ]    |

Transilvanian Hunger è il quarto album del gruppo black metal norvegese Darkthrone, pubblicato il 17 febbraio 1994 da Peaceville Records.
Si tratta del primo album dei Darkthrone prodotto interamente dai soli Nocturno Culto e Fenriz, che da allora hanno registrato e pubblicato tutti gli album come duo, senza l'ausilio di altri musicisti. Il disco è stato ristampato in versione digipack nel 2003, con l'aggiunta di un'intervista ai componenti della band, e nel 2005 da Back on Black Records come picture disc.

## Il disco
In questo album Fenriz si occupa di batteria, chitarre, basso e composizione di tutte le tracce (come da lui affermato in due vecchie interviste), mentre Nocturno Culto è la voce solista. Transilvanian Hunger uscì nel 1994, considerato da molti come l'anno migliore in termini di uscite per la Peaceville Records e il black metal in generale. Tuttavia, la band assicurò che l'album è in qualche modo diverso e atipico per i Darkthrone, dal momento che ha riff più melodici ed è più veloce di qualsiasi altra registrazione da loro effettuata.
L'album vede la controversa collaborazione di Varg Vikernes, l'unico membro del progetto Burzum; per quanto riguarda i testi delle ultime quattro canzoni. È inoltre possibile anche sentire la sua voce alla fine della settima traccia, As Flittermice as Satans Spys, che recita la frase: «Nel nome di Dio, lascia che le chiese brucino», incisa al contrario.
Sebbene si pensi che il titolo dell'album abbia a che fare con i vampiri, è piuttosto un riferimento alla morte di Per Yngve Ohlin, che sotto lo pseudonimo "Dead" era stato il leggendario cantante della band norvegese Mayhem, che quando fu trovato morto suicida dal suo compagno di band Euronymous indossava una maglietta con la scritta I ♥ Transylvania.
Transilvanian Hunger ha suscitato opinioni molto critiche alla sua uscita, soprattutto a causa della scarsa produzione.

### Registrazione
L'album venne registrato nell'arco di due settimane nel novembre-dicembre 1993 presso il Necrohell Studios, lo studio portatile di Fenriz, in una maniera volutamente lo-fi utilizzando solo quattro piste. Contro ogni intento commerciale, il missaggio è ancora più rozzo e in bassa fedeltà rispetto ai precedenti lavori della band, con cali di tonalità improvvisi, finali tronchi e una separazione degli strumenti quasi nulla. La dichiarazione d'intenti sembra proprio quella di stabilire la definizione massima di uno stile: True Norwegian Black Metal, "vero black metal norvegese" senza compromessi. A differenza dei precedenti album, Fenriz si occupò di suonare praticamente quasi tutti gli strumenti. Tranne la title track e As Flittermice As Satan Spys, tutti i testi dei brani sono in lingua norvegese. I testi delle ultime quattro canzoni sono stati scritti da Varg Vikernes, all'epoca rinchiuso in carcere a scontare la condanna a 21 anni di prigione per l'omicidio di Øystein "Euronymous" Aarseth. La collaborazione con Vikernes risale a Fenriz; Nocturno Culto non fu mai in contatto con lui.

### Copertina
La copertina del disco mostra una foto in bianco e nero molto contrastata di Fenriz con un candelabro in mano. Sul retro della copertina sono presenti le diciture "True Norwegian Black Metal" e "Darkthrone is for all the evil in man" ("I Darkthrone sono a favore di tutto quello che è malvagio nell'uomo") scritte in caratteri gotici.
L'illustrazione di copertina dell'album è stata scelta da Terrorizer Magazine come una delle migliori copertine musicali, affermando che è "puramente rappresentativa della sua regressione musicale" e una "immagine forte del male che non è mai stata eguagliata".

### Pubblicazione
Transilvanian Hunger venne pubblicato il 17 febbraio 1994 e fu l'ultimo album dei Darkthrone apparso su etichetta Peaceville Records. Per i successivi album, la band firmò un contratto con la Moonfog Productions, l'etichetta del chitarrista dei Satyricon Sigurd "Satyr" Wongraven. Tuttavia, nel 2000 la Peaceville pubblicò il box set Preparing for War, e nel 2006 la band tornò completamente nella scuderia dell'etichetta.

### Controversie
Quattro delle otto tracce del disco presentano testi scritti da Varg Vikernes, che all'epoca era stato già imprigionato per l'omicidio di Euronymous dei Mayhem e per l'incendio di varie chiese.
Nelle prime copie sul retro era stampata la frase Norsk Arisk Black Metal ("black metal norvegese ariano"), ma a causa di molte critiche da parte dei distributori, in tutte le successive ristampe la frase fu eliminata. Inizialmente la band aveva l'intenzione di scrivere un'ulteriore dichiarazione all'interno del disco, ossia:
(Darkthrone)
In una dichiarazione pubblica, la Peaceville Records pubblicò questa frase e commentò che, pur non potendo censurare i propri artisti, condannava apertamente questa posizione razzista. I Darkthrone scrissero una scusa formale, chiarendo che la parola "ebreo" in Norvegia era spesso usata come sinonimo di "stupido", e che la controversia era quindi dovuta ad un fraintendimento culturale. Dopo la pubblicazione del disco, la band e la Peaceville rescissero il contratto.
Nel successivo album Panzerfaust il gruppo pubblicò una dichiarazione che diceva:
(Darkthrone)

## Tracce
1. Transilvanian Hunger – 6:10
2. Over fjell og gjennom torner – 2:29
3. Skald av Satans sol – 4:29
4. Slottet i det fjerne – 4:45
5. Graven tåkeheimens saler – 4:59
6. I en hall med flesk og mjød – 5:13
7. As Flittermice as Satans Spys – 5:56
8. En ås i dype skogen – 5:03

## Formazione
- Ted Skjellum ("Nocturno Culto") – voce, chitarra, basso (tracce 5 - 8)
- Gylve Fenris Nagell ("Fenriz") – batteria, chitarra, basso (tracce 1 - 4)

### Altri musicisti
- Varg Vikernes – testi nelle canzoni 5, 6, 7, e 8